# Callocephalon
Callocephalon is een geslacht van kaketoes (Cacatuidae). Het geslacht telt één soort.

## Soorten
- Callocephalon fimbriatum – Helmkaketoe